# Chermayeff & Geismar & Haviv
Chermayeff & Geismar & Haviv, antiguamente conocida como Brownjohn, Chermayeff & Geismar (entre 1957 y 1960) y Chermayeff & Geismar (entre 1960 y 2003) es una empresa de diseño gráfico con sede en Nueva York, conocida por su amplio catálogo de trabajos de identidad corporativa. Fue fundada en 1957 por el arquitecto Ivan Chermayeff, y los diseñadores Tom Geismar y Robert Brownjohn, aunque este último abandonó la agencia poco después. Entre 1976 y 2005 también se incorpora como socio Steff Geissbuhler, y a partir de 2003 se une Sagi Haviv, el más joven de todos. Chermayeff, el alma de la agencia, falleció en 1996, y actualmente está dirigida por Geismar y Haviv.

## Trayectoria
Fundada en 1957 por dos graduados de Yale, Ivan Chermayeff y Tom Geismar, así como por Robert Brownjohn, un seguidor de László Moholy-Nagy y el padre de Ivan Chermayeff, el arquitecto Serge Chermayeff, en la IIT Institute of Design de Chicago. Sin embargo, Brownjohn dejó la sociedad para mudarse a Europa y unirse a J. Walter Thompson su sucursal de Londres en 1959.
La firma ha diseñado logotipos para empresas como Pan Am, Mobil Oil, PBS, Chase Bank, Barneys New York, The Museum of Modern Art, Xerox, Smithsonian Institution, NBC, Cornell University, National Geographic y State Farm, entre otros. Chermayeff & Geismar recibieron la Medalla AIGA en 1979. Chermayeff murió el 3 de diciembre de 2017 a la edad de 85 años.
En 2006, el diseñador Sagi Haviv se convirtió en el tercer socio de la firma. En 2013, se agregó el nombre de Haviv a la cabecera y la firma pasó a ser conocida como Chermayeff & Geismar & Haviv. El diseñador Mackey Saturday se unió a la firma como director en 2016.
En esta nueva etapa, la firma americana ha diseñado las identidades corporativas de Warner Bros. Discovery, Inc. y el servicio de streaming de este último, Discovery+, así como del Museo Olímpico y Paralímpico de los Estados Unidos, el torneo de tenis US Open, el Instituto Culinario de América, empresa de tecnología y coches eléctricos Togg, la empresa fintech Network Capital, la marca deportiva Panda Global, Wolf Entertainment, Animal Planet, Impossible Aerospace, Hearst Corporation, Southern Poverty Law Center, la Fundación John D. Catherine T. MacArthur, Conservation International, Women's Tennis Association, Harvard University Press, State Farm, el medio de comunicación mexicano Grupo Imagen TV, Hitco Entertainment de LA Reid, Leonard Bernstein, CourseHero, ClearMotion, Nanotronics, Flatiron Health y otros muchos.
Además de branding, la agencia C&G&H ha llevado a cabo multitud de exhibiciones e instalaciones de arte ambiental que ha diseñado, incluido el Museo de Inmigración de Ellis Island, el Museo de la Estatua de la Libertad, dos pabellones de la Exposición Universal (los pabellones de EE. UU. de 1967 y 1970) y el número 9 rojo en 9 West Calle 57 en la ciudad de Nueva York. En 2008, la nueva exhibición Star-Spangled Banner diseñada por la firma se inauguró en el Museo Nacional Smithsonian de Historia Estadounidense en Washington D. C. La firma también diseñó la medalla Kennedy Center Honors, y gráficos en movimiento, como los títulos para la serie documental Carrier, de PBS, ganadora del premio Emmy. En 2009, una exhibición de gráficos en movimiento para la recaudación de fondos anual de Alicia Keys para su fundación Keep a Child Alive.

## Publicaciones
En 2011, Chermayeff, Geismar y Haviv copublicaron el libro Identify: Basic Principles of Identity Design in the Iconic Trademarks of Chermayeff & Geismar., bajo el sello editorial de la revista Print (ISBN 978-1440310324). En 2018, publicaron Identity: Chermayeff & Geismar & Haviv, editado por Standards Manual (ISBN 0692955232).

## Premio Nacional de Diseño
En octubre de 2014, Tom Geismar e Ivan Chermayeff recibieron el Premio Nacional de Diseño a la Trayectoria por parte del Museo Nacional de Diseño Cooper-Hewitt.

## Clientes
Estas son algunas de las identidades corporativas que C&G&H han diseñado:

Mobil (25 de septiembre de 1964)
Screen Gems (1965-1974 como estudio de televisión; desde 1999 como sello cinematográfico)
Merck & Co. (1965-)
Seatrain Lines (1966)
National Geographic (1 de noviembre de 1967-)
Xerox (1968-2008)
NBC (12 de mayo de 1986-30 de septiembre de 2013)
Showtime (1997)
la Institución Smithsonian (1999)
Chase Bank (9 de mayo de 2005)
State Farm (2011)
RatPac Entertainment (2013)
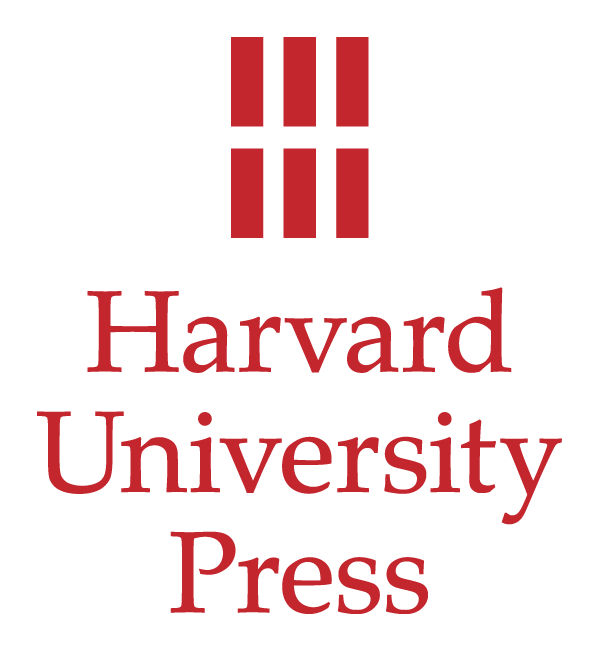
Harvard University Press (2013)
Beko (2017)
Dominion Energy (2017)
Animal Planet (2018)
Campeonato Abierto de Tenis (2018)
Discovery+ (2021)
Togg (2022)
Warner Bros. Discovery (2022)
Warner Bros. (2023)
Warner Bros. Pictures Animation (2023)
Warner Bros. Pictures Animation (2024)

## Lectura complementaria
- Warner Bros. Discovery obtiene un nuevo logotipo moderno en Fast Co. Design
- Cómo Chermayeff, Geismar y Haviv cambiaron el diseño estadounidense en DesignWeek
- El logotipo a rayas de Chermayeff & Geismar & Haviv para el Museo Olímpico y Paralímpico de EE. UU. toma la forma de una "llama abstracta" en ItsNiceThat.com
- Cómo Sagi Haviv colabora para crear marcas icónicas en Wix Shaping Design Archivado el 28 de junio de 2022 en Wayback Machine.
- Entrevista de los Premios Clio con Sagi Haviv
- Cómo crear un logotipo que perdure en Creative Review
- Extracto de Identificar en Fast Co. Design
- Cómo diseñar un logotipo por Sagi Haviv en Bloomberg Businessweek Cómo emitir, 2012
- Lo que realmente dice el logotipo de una campaña en Bloomberg Politics
- Sagi Haviv entrevistado en Campaign Logos in Review, NBC
- Entrevista con Haviv en Bloomberg Businessweek
- Cómo crear una marca icónica, Revista Salon
- Sigue siendo un buen vecino State Farm actualiza su logotipo New York Times
- New York Times anuncia que el nombre de Sagi Haviv se agregará al encabezado de la empresa
- Colección Chermayeff & Geismar en el Centro de Estudios y Archivos de Diseño de Milton Glaser
- Perfil del New York Times
- Característica del New York Times
- Reseña del libro del New York Times sobre TM: marcas registradas diseñadas por Chermayeff & Geismar (Princeton Architectural Press. 2001)
- Artículo del New York Times sobre el logotipo del Lincoln Center
- Reconocimiento Chermayeff y Geismar 1979 Medalla AIGA Archivado el 14 de mayo de 2011 en Wayback Machine.
- LogotipoDiseñoAmor Perfil
- logomotion
- Entrevista con Sagi Haviv